# Lipina (Zbraslavice)
Lipina (německy Lipina) je malá vesnice, část obce Zbraslavice v okrese Kutná Hora. Nachází se asi šest kilometrů jihozápadně od Zbraslavic. Lipina leží v katastrálním území Lipina u Zruče nad Sázavou o rozloze 2,27 km².

## Historie
První písemná zmínka o vesnici pochází z roku 1547.

## Pamětihodnosti
- Kaple

## Fotogalerie

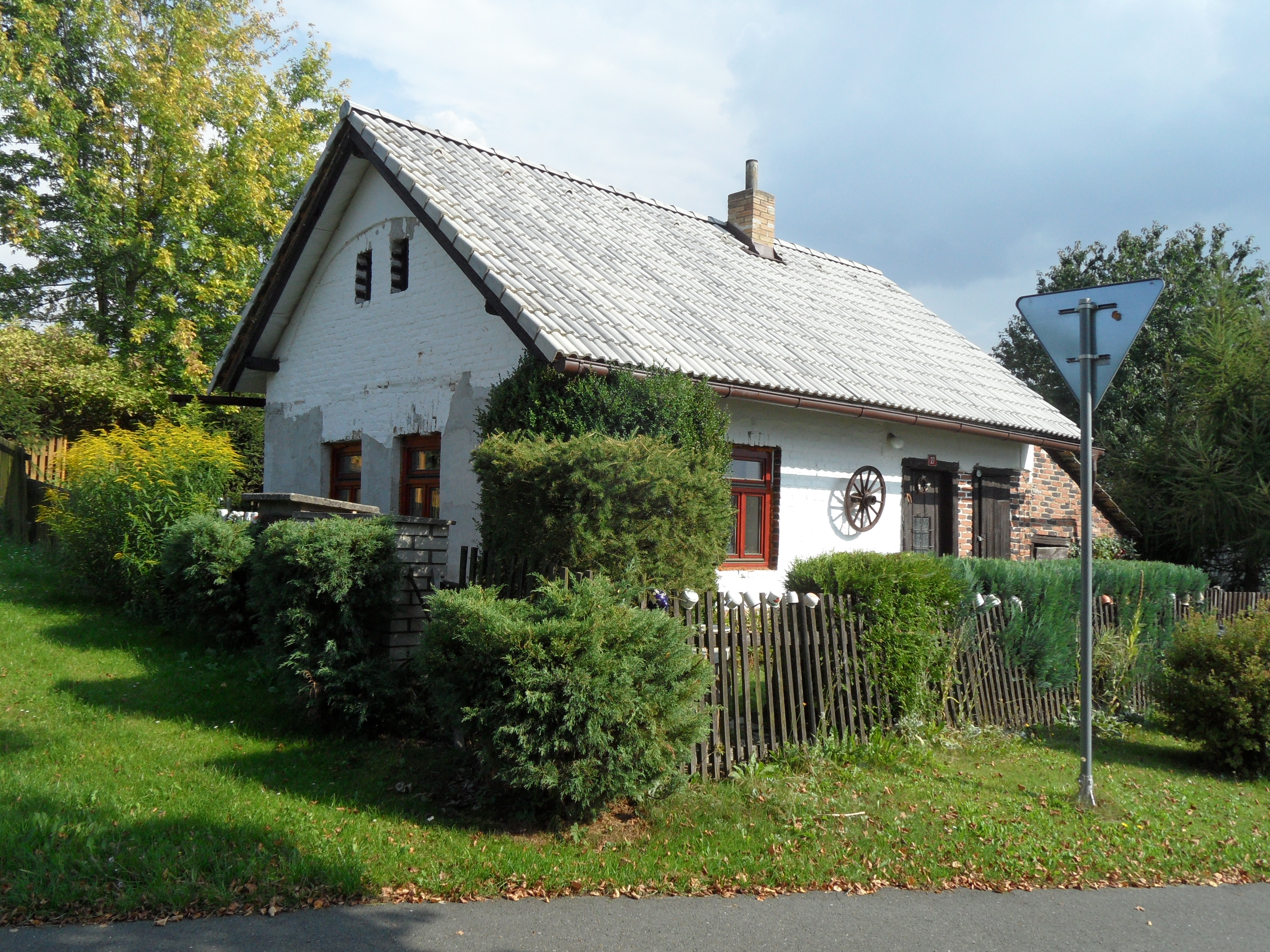
Dům u křižovatky
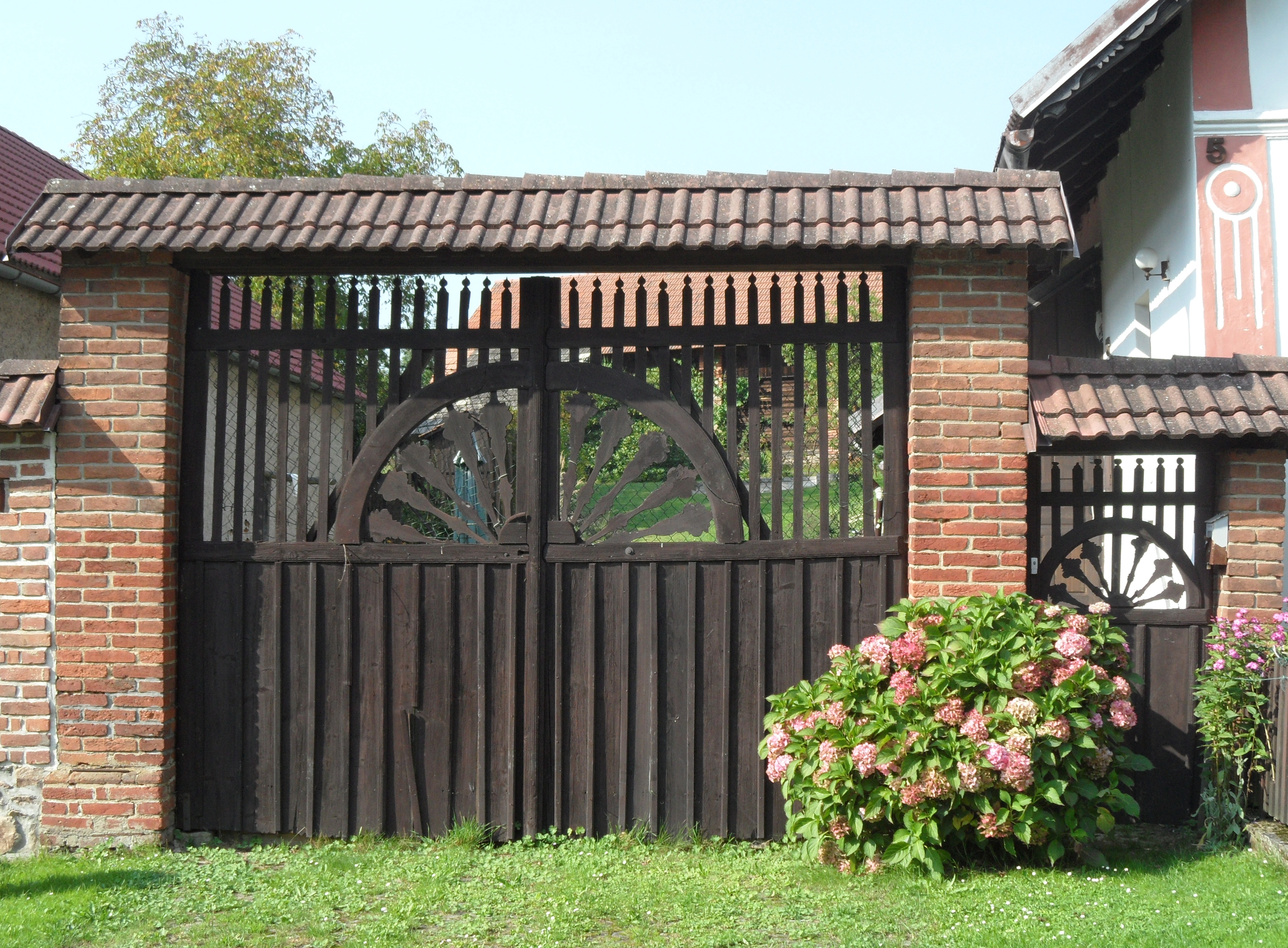
Brána jednoho domu
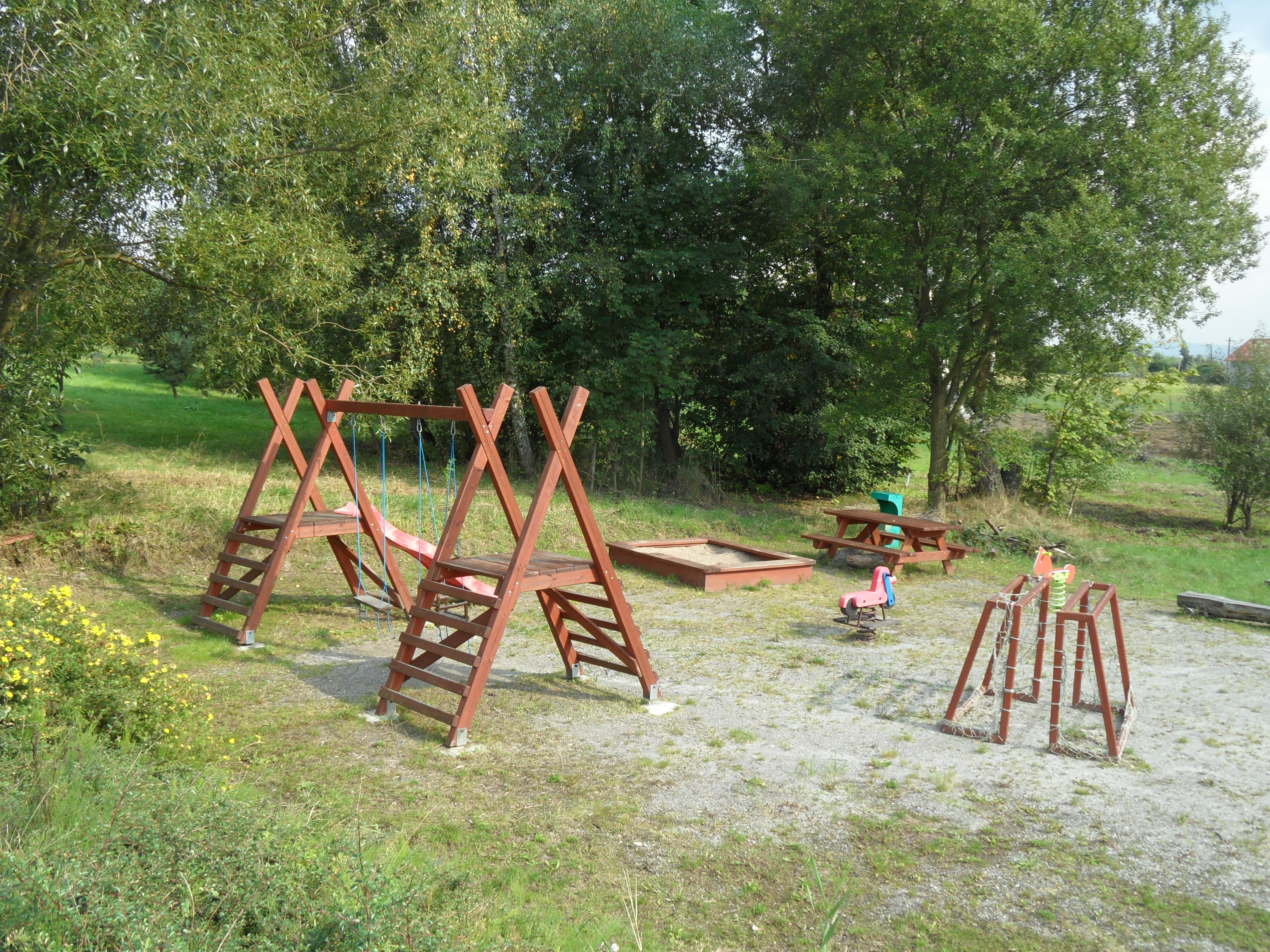
Dětské hřiště
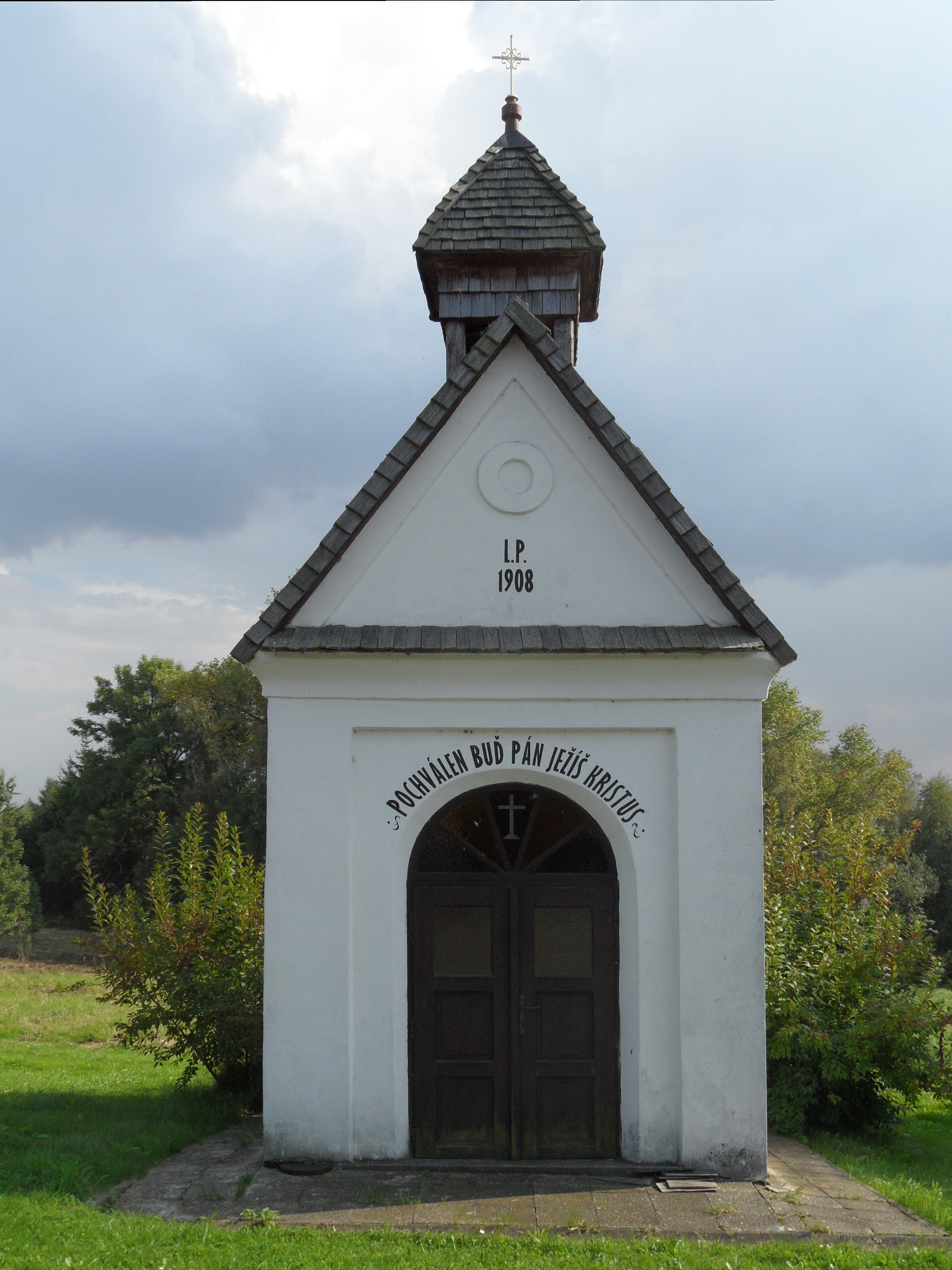
Kaplička